# 稲澤俊一
稲澤 俊一（いなざわ しゅんいち、1941年2月17日 - 2003年7月14日）は、日本の教育家、大学教員。福井県立大学の生みの親。地方官僚出身ながらリベラリスト。登山家の一面もあった。
教育長としては、国旗・国歌の法制化に対して「五輪や国体などでは抵抗が少ないようだが、学校現場に集中して論じられることに疑問がある」との意見を述べた。
2003年7月14日、胃癌のため死去。
| 職歴                                           | 所属               | 年次 |
| ---------------------------------------------- | ------------------ | ---- |
| 福井県立大学設立準備室長                       | 福井県庁           |      |
| 福井県政策審議監                               | 福井県庁           |      |
| 福井県立大学事務局長                           | 福井県立大学       |      |
| 福井県教育長                                   | 福井県教育委員会   |      |
| 福井県立大学大学院経済・経営学研究科教授       | 福井県立大学大学院 |      |
| 福井県立大学大学院地域経済研究所教授           | 福井県立大学大学院 |      |
| 特定非営利活動法人地域公共政策支援センター理事 | 福井県立大学       |      |
| 福井県立博物館館長                             | 福井県立博物館     |      |

## 著書
- 『福井県立大学の挑戦』（ゴリョー商事、1997年）
- 『戦後の福井県行政』（地域公共政策支援センター、2001年）
- 『福井の山と半島』（福井大学ワンダーフォーゲルOB会）

## 論文
- 「広域行政への提言−広域行政の意義と今後の課題−」（1976年）
- 「福井県における望ましい定住圏構想」（1978年）
- 「北近畿地域振興構想」（1986年）
- 「大学職員 公立大学の事情」（『大学研究』第28号、2003年12月）